# 유압 프레스
유압 프레스(hydraulic press)는 2개 이상의 서로 대응하는 공구를 사용하여 그 공구 사이에 금속 또는 비금속 등의 가공재를 놓고, 유체의 압력에 의하여 슬라이드를 작동시켜 공구가 가공제를 강한 힘으로 압축시킴으로써 압축, 절단, 천공, 굽힘, 드로잉 등 가공을 하는 성형기계이다. 프레스 기계에서 유압이 많이 응원되고 있는 이유는 다른 방법에서 얻을 수 없는 강력한 힘을 간단히 얻을 수 있고, 속도의 조절을 용이하게 할 수 있으며 원격조작이나 자동조작이 가능 한 것 등 유압 응용가구가 갖는 특징이 그대로 프레스에서 요구되는 기능에 적합하기 때문이다.